# Chronon
Un chronon est une particule hypothétique proposée pour désigner un quantum du temps, c'est-à-dire une unité physique indivisible faisant du temps un concept discret et non continu.
Le terme est suggéré par Robert Lévi en 1927.

## Histoire
Considéré comme continu à la fois par la mécanique quantique et par la relativité générale, des modèles considérant le temps comme discret ont été proposés par plusieurs physiciens, notamment dans les tentatives d'unir les deux théories à l'aide de la gravité quantique.
Le terme « chronon » est proposé par Robert Lévi en 1927. En 1947, Chen Ning Yang propose une théorie quantique compatible avec la relativité restreinte dans laquelle le temps est une notion discrète. En 1950, Henry Margenau (en) propose une valeur du chronon basée sur le temps que met la lumière à parcourir le rayon de l'électron.

## Dans la culture populaire
- Les chronons sont le sujet central du jeu-vidéo Quantum Break, développé par Remedy et produit par Microsoft, sorti sur Xbox One le 5 avril 2016[4].